# تری ایروین
تری ایروینAM(انگلیسی: Terri Irwin؛ زادهٔ ۲۰ ژوئیهٔ ۱۹۶۴)  شخصیت تلویزیونی آمریکایی- استرالیایی و مالک باغ وحش استرالیا در ایالت کوئینزلند است. وی از سال ۱۹۸۷ مشغول فعالیت بوده‌است.